# Orthosia dalmatica
Orthosia dalmatica är en fjärilsart som beskrevs av Wagner 1909. Arten ingår i släktet Orthosia och familjen nattflyn. Arten förekommer i sydöstra Europa, runt Svarta havet och Döda havet, och vidare österut genom Kazakstan.
Arten delas upp i två underarter:
- O. d. dalmatica – typlokal: Zaras i Dalmatien
- O. d. ivani (Gyulai, 1993)